# Інкерманський печерний монастир

Герб Інкермана

Климентіївський Інкерманський чоловічий монастир УПЦ (МП) — один з найдавніших печерних монастирів Криму, заснований у VIII столітті. Розміщений в приміській зоні Севастополя — Інкермані.

## Історія та опис монастиря

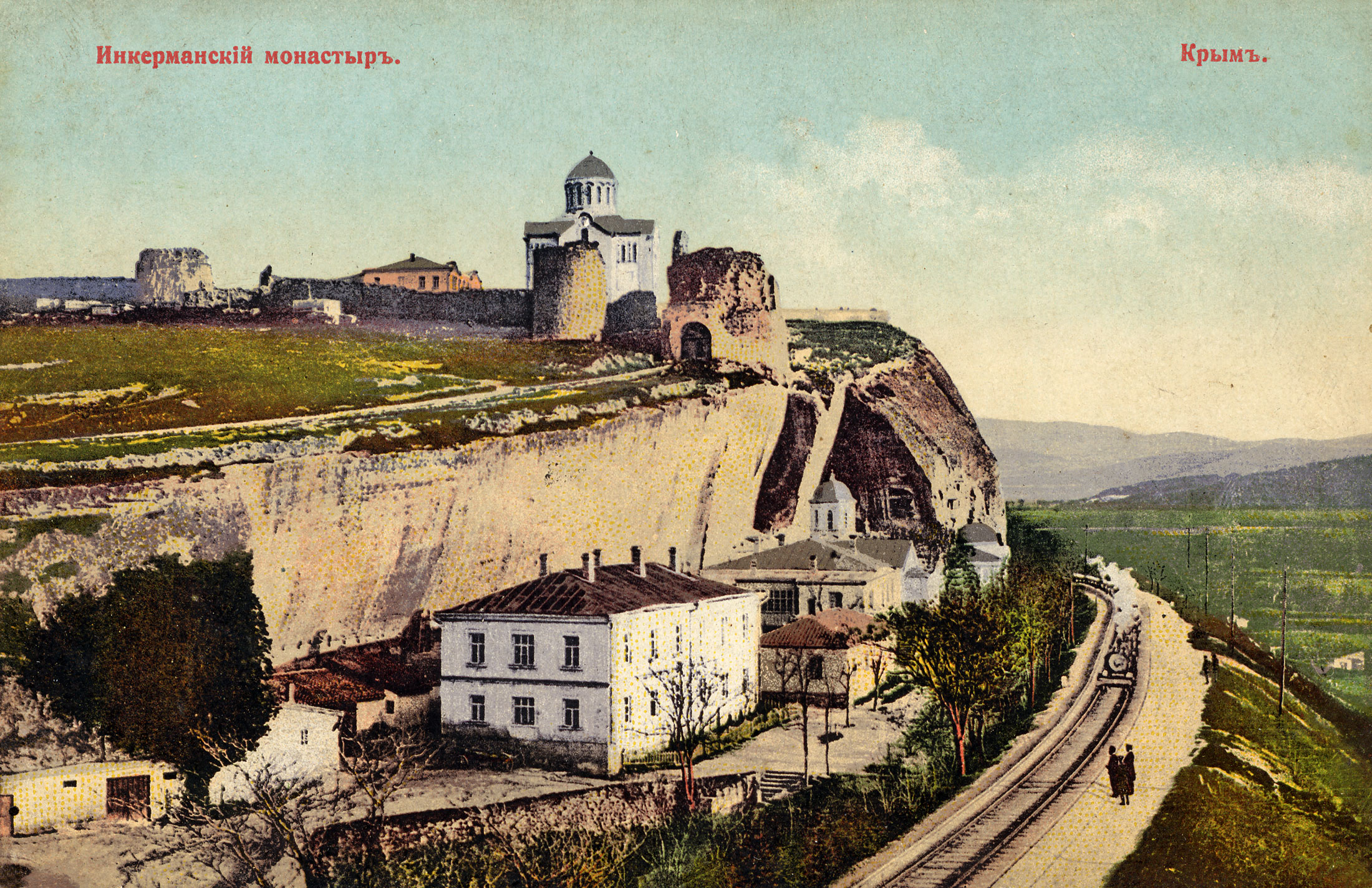
Інкерманський печерний монастир. Дореволюційна поштова листівка. На задньому плані — храм Св. Миколая Мірлікійського (нині не існує) (архітектор Г. П. Долін, 1905).

У перші віки н. е. каменоломні поблизу Інкермана були місцем заслання християн. У 94 році імператор Троян вислав сюди третього після апостола Петра римського єпископа (папу) Климента, відомого як автора «Послання до Коринфян» з «Діянь апостолів». За переказами (збереглося давнє «Житіє св. Климента»), єпископ сам висік в скелі перший печерний храм, де продовжував проповідувати християнську віру. Святий Климент хрестив до 500 осіб на день і заснував разом зі своїми прихильниками 75 храмів. Такі вчинки не могли подобатися уряду Херсонеса і тому Святого Климента вирішили стратити. Втопили праведника в 101 році у Козачій бухті (на шию прив'язали якір і кинули його у воду). Через рік море відступило, і в підводному гроті було знайдено останки святого. Щороку в день смерті святителя приходили християни до місця страти, щоб поклонятися святим мощам. Завдяки морському відпливу таке дійство відбувалося до VI ст. У VI ст. на маленькому острівці посеред бухти була зведена церква. У 861 р. в Херсонес прибули брати Костянтин (Кирило) і Мефодій. За допомогою Херсонеського архієпископа Георгія святі Кирило і Мефодій придбали мощі св. Климента. Частину мощей було перевезено до Риму, де вони й зберігаються донині в базиліці святого Климента. Інша частина мощей святого Климента залишалися в Херсонесі. Після хрещення український князь Володимир Святославич частину мощей святого Климента перевіз до Києва, де вони й сьогодні зберігаються у Києво-Печерській лаврі. 
У 649—655 роках в Інкермані перебував у засланні римський папа Мартин, який стояв в опозиції до візантійського імператора й патріарха. Тут він помер і був зарахований церквою до лику святих. 
У VIII столітті в Інкермані виникає печерний монастир, який існував майже тисячу років (прийшов у занепад у XVIII столітті після виселення християн з Криму). У 1850 році монастир був відновлений під ім'ям Інкерманського скиту святих Климента та Мартина. У 1867 році проведено розширення, перебудова й упорядкування житлових приміщень і печерних храмів, був заново відкритий печерний храм святого Мартина Сповідника. 
Головний храм монастиря, освячений в ім'я святого священномученика Климента, — це один з найбільших печерних храмів Криму. Він має форму тринефної базиліки; у вівтарі, зверху ніші для запрестольного образу — традиційне візантійське рельєфне зображення хреста в колі. Єдиної думки про час спорудження базиліки немає (від VI до VIII століть), але храм вважається найдавнішим, принаймні в Європі. Поруч з храмом святого Климента знаходиться храм святого апостола Андрія Первозваного, який, за переказами, був висічений при святому Клименту. Датується приблизно 96 роком н. е. Третій печерний храм — храм святителя Мартина Сповідника, папи Римського, являє собою однонефову базиліку. Він перепланований і впорядкований в ході реставраційних робіт, що проводилися в монастирі у 1867 році. Загальний коридор з'єднує всі три храми та виконує роль нартекса (внутрішня закрита, паперть-вестибюль), у якому можуть розміщуватися віряни під час богослужіння. У лівій стіні коридору, перед входом до храму святителя Мартина, є вирубана в скелі усипальниця.
У 1895 році в пам'ять про порятунок царської сім'ї у залізничній катастрофі було побудовано храм святого великомученика Пантелеймона. А в 1905 році в пам'ять про Кримську війну на верхньому плато споруджено церкву в ім'я святого Миколая Мирлікійського (за проєктом архітектора Г. П. Доліна).
З 1924 році храми монастиря стали закривати. У 1931 році богослужіння припинено у печерних храмах, монастир закрито остаточно. Його майно передане Севастопольському музейному об'єднанню.
Під час Другої світової війни у печерах монастиря знаходився штаб 25-ї Чапаївської дивізії Приморської армії. 
З часів відродження держави Україна 1991 року почалося і відродження монастиря і в наш час[коли?] він належить Українській Православній Церкві Московського патріархату.

## Галерея

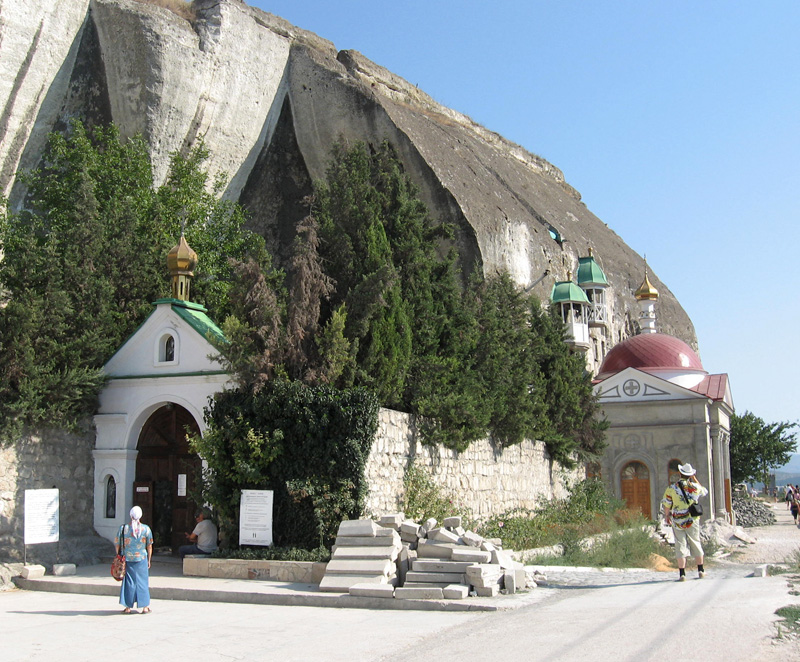
Територія Інкерманського монастиря
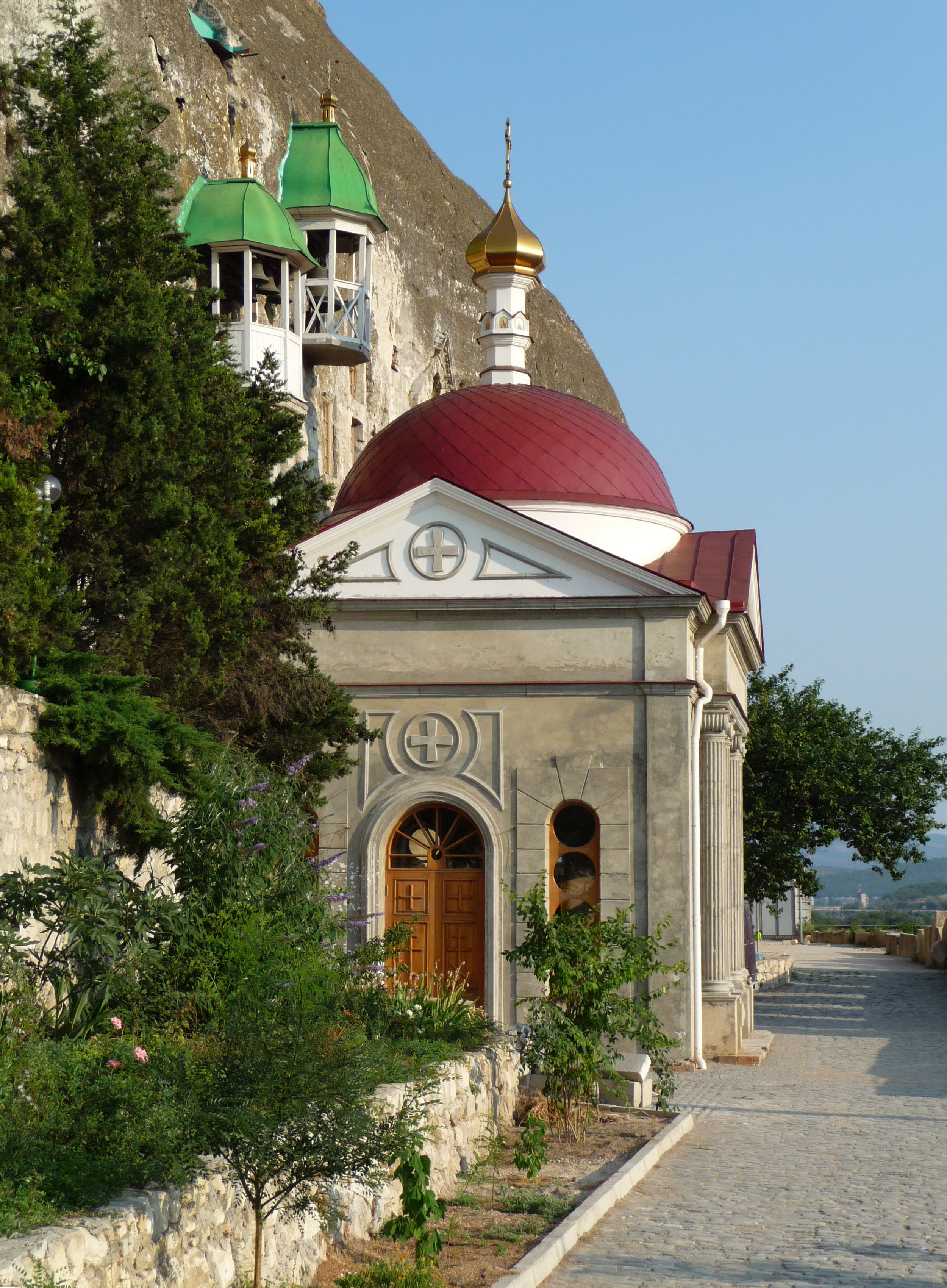
Церква Святого Великомученика Пантелеймона
Печерний храм в ім'я святого Мартина Сповідника в Інкермані
Печерний храм Святого Климента в Інкермані
Печерний храм святого апостола Андрія Первозваного в Інкермані
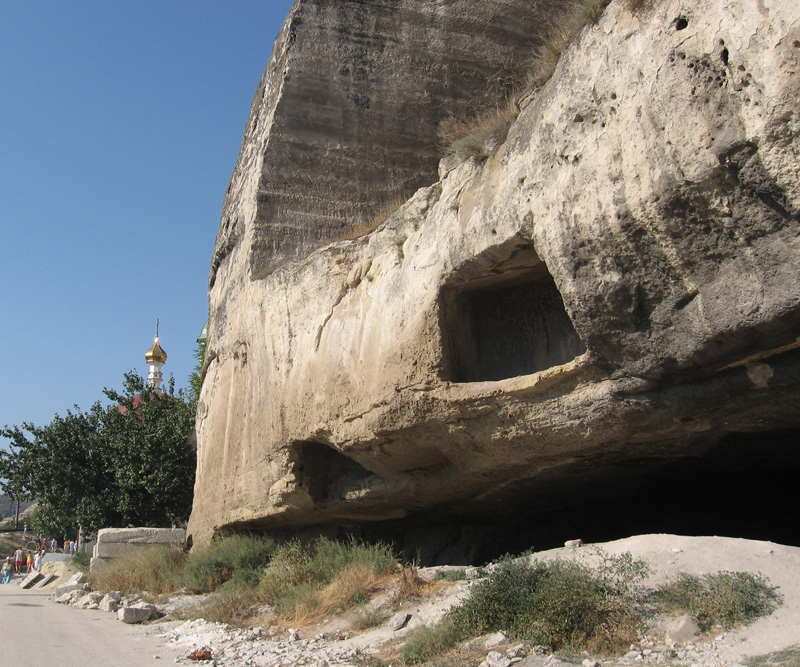
Печери Інкерманського монастиря

## Інтернет-джерела
- Монастир священномученика Климента в Інкермані
- Інкерманський печерний монастир (м. Севастополь) [Архівовано 3 вересня 2009 у Wayback Machine.]
- Інкерманський Свято-Климентіївський печерний монастир — Інкерман [Архівовано 1 грудня 2008 у Wayback Machine.]
- Інкерманський Свято-Климентіївський печерний монастир [Архівовано 17 липня 2009 у Wayback Machine.]
- Інкерманський печерний монастир [Архівовано 23 грудня 2008 у Wayback Machine.]
- Монастир в ім'я священномученика Климента, папи Римського Інкерманський (чоловічий)
- Інкерман. Інкерманський Свято-Климентіївський печерний монастир
- Свято-Климентівський монастир, Інкерман